# Santuário de Loyola

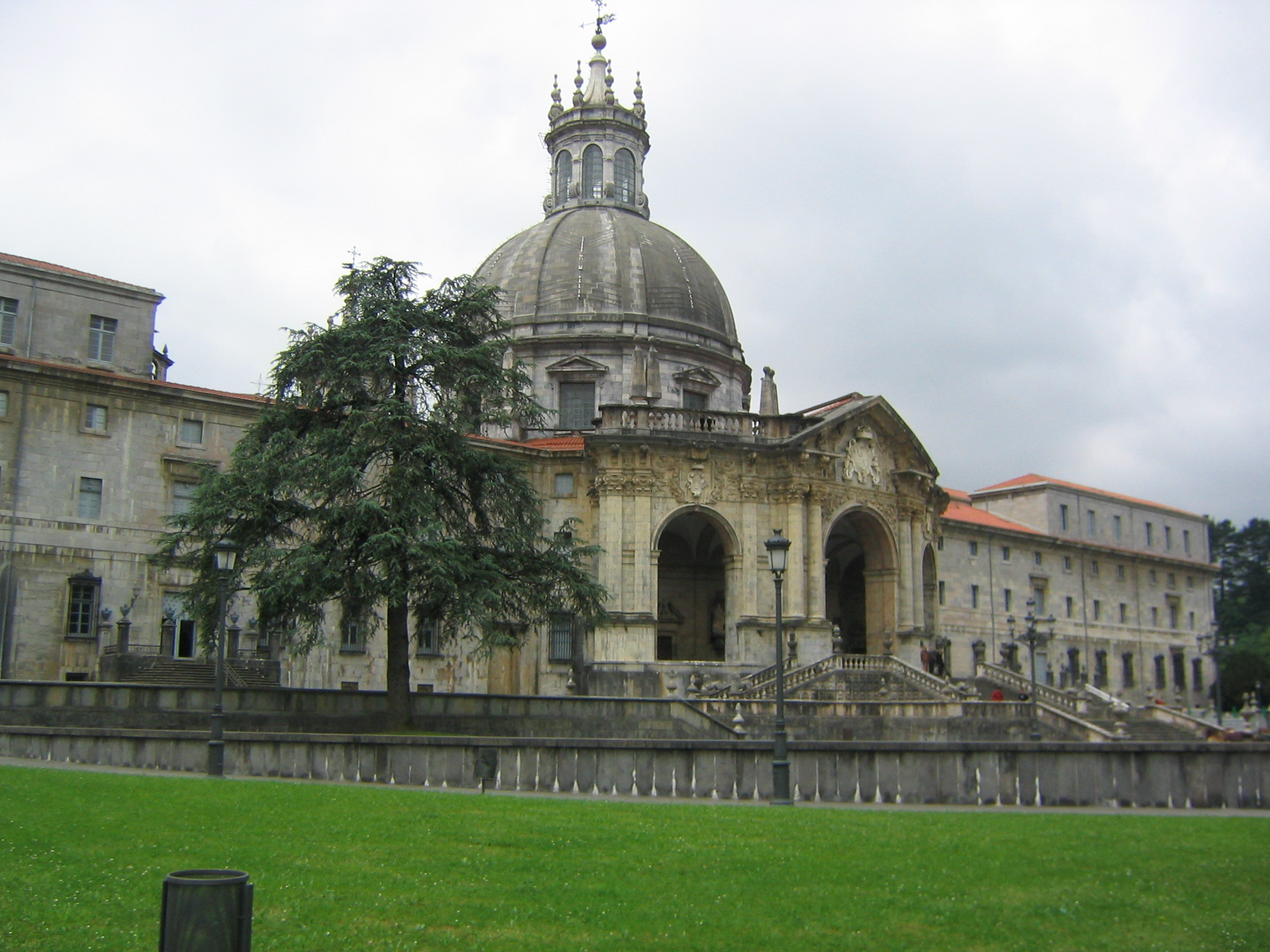
Basílica de Loyola

O Santuário de Loyola é um santuário construído na casa natal de Santo Inácio de Loyola, fundador da Companhia de Jesus, dos padres jesuítas. Localiza-se em Azpeitia no País Basco (Espanha). Juntamente com o Santuário de Aránzazu é o mais importante da comunidade autónoma do País Basco.
Entre diferentes atividades no local são realizados exercícios espirituais inacianos.